# آشپزی افغانستانی

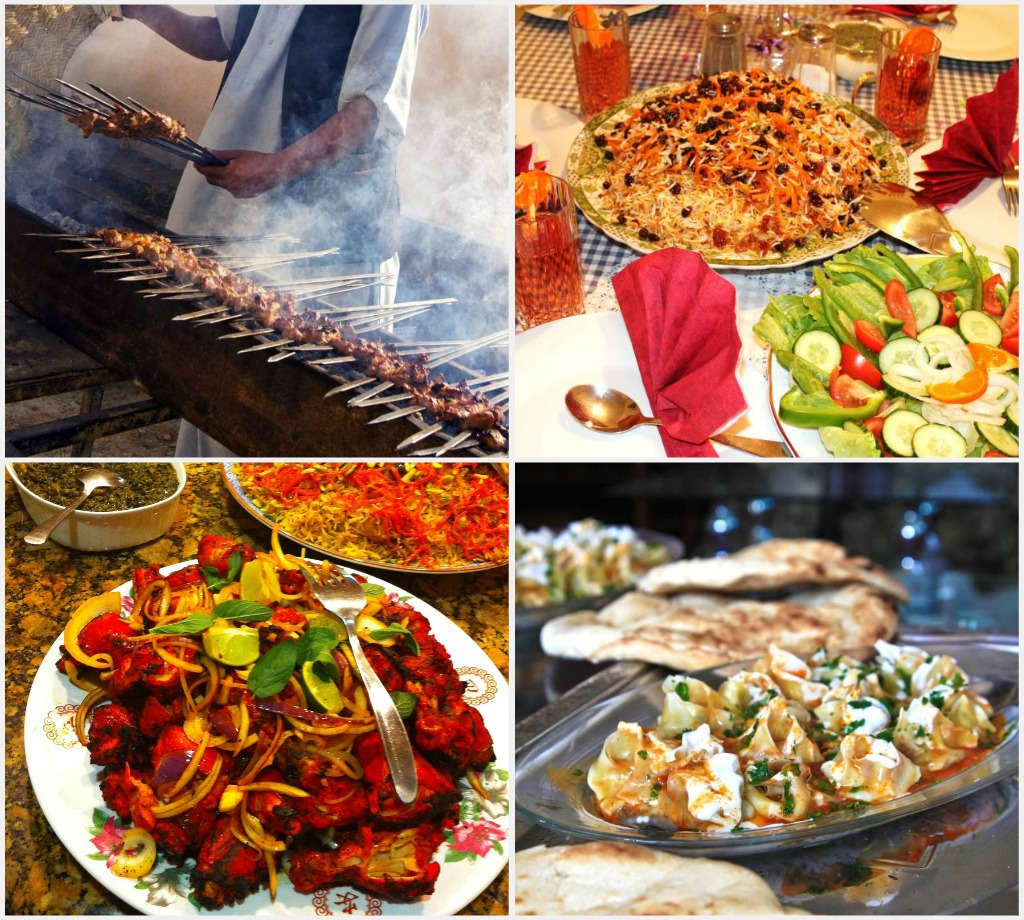
بعضی از غذاهای معروف افغانی، در جهت عقربه ساعت از بالا سمت چپ: ۱. کباب بره (سیخ کباب); ۲. قابلی پلو و سالاد؛ ۳. منتو و ۴. مرغ سجی.

سنت‌های مختلف در هنر آشپزی افغانی بخشی جدایی‌ناپذیر از رسم ریشه‌دار مهمان‌نوازی مردم افغانستان را تشکیل می‌دهند. غذا ابزاری است برای نشان‌دادن خصلت‌های معنوی و شیوهٔ زندگی مردم و رسم آبروداری، همسایه‌داری و ازخودگذشتگی. همهٔ رویدادهای خوش زندگی، و همچنین تغییرات فصل‌ها، همگی در بزم‌های فامیلی جشن گرفته می‌شوند. ویژگی‌های آشپزی هر منطقه بازتاب‌کنندهٔ تنوع جغرافیایی و قومی افغانستان است و در مجموع با آشپزی آسیای مرکزی، ایران، و پاکستان اشتراکات فراوانی دارد. ترکیب گروه‌های غذایی گوناگون غلات، حبوبات، سبزی‌ها و پروتئین‌های گیاهی و حیوانی در همه غذاها دیده می‌شود. نان در شکل‌ها و اندازه‌های مختلف از آرد گندم، جو یا ذرت (جواری) طبخ می‌شود و انواع مختلفی دارد که بر اساس آداب اقوام مختلف متفاوت است و هریک به تناسب و فراخور اقلیم مردم منطقه طبخ می‌شود. انواع نان در افغانستان عبارتند از: نان خاصه، نان چپاتی، نان رُت، نان روغنی، نان لواشه، نان اُزبکی، نان تاوگی، نان پرکی و غیره. نان معمولاً بر دیوارهٔ تنور گِلی طبخ می‌شود.

## غذاهای عمده افغانستان

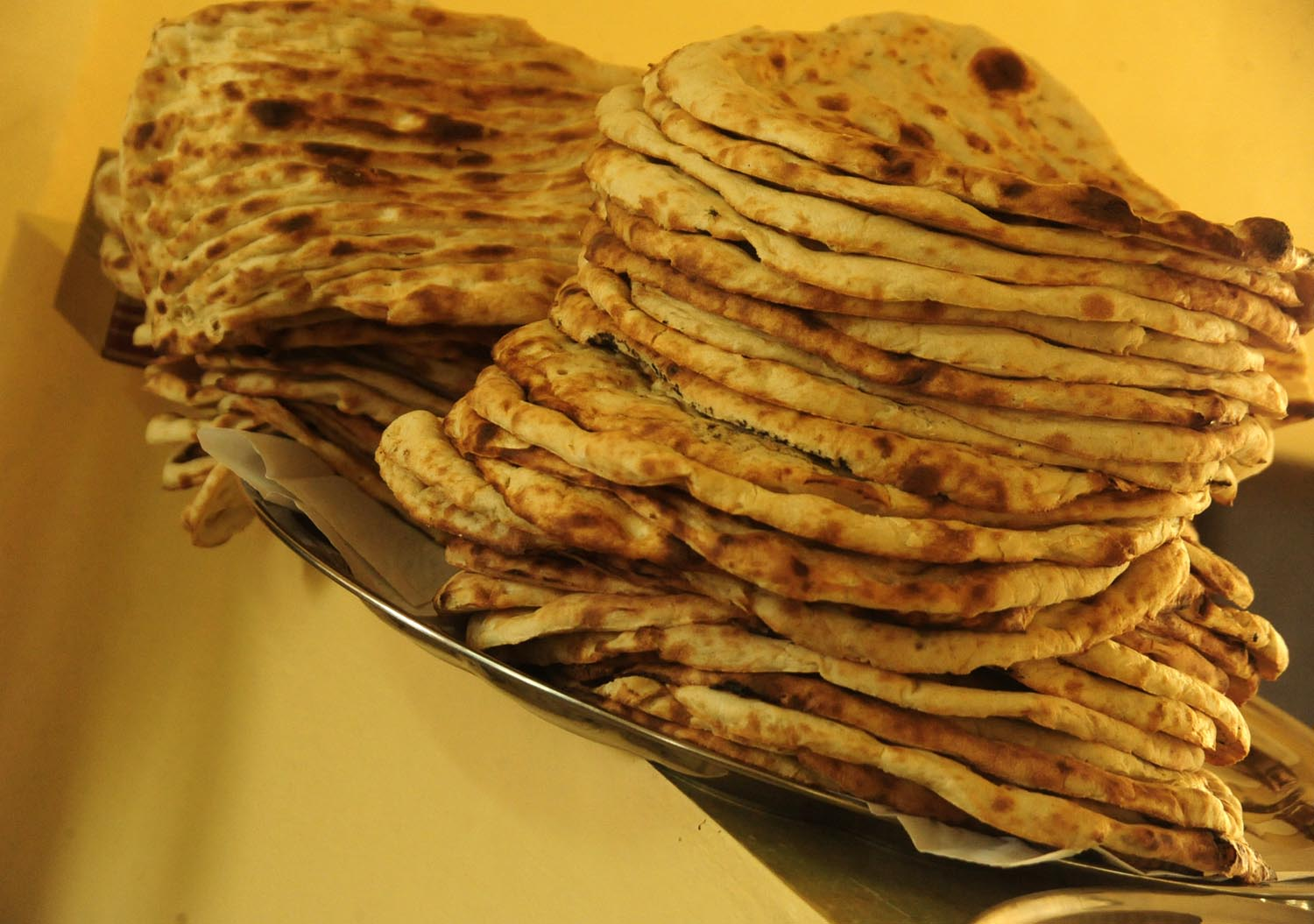
نان در یک نانوایی محلی، که پر مصرفترین غذای افغانستان است

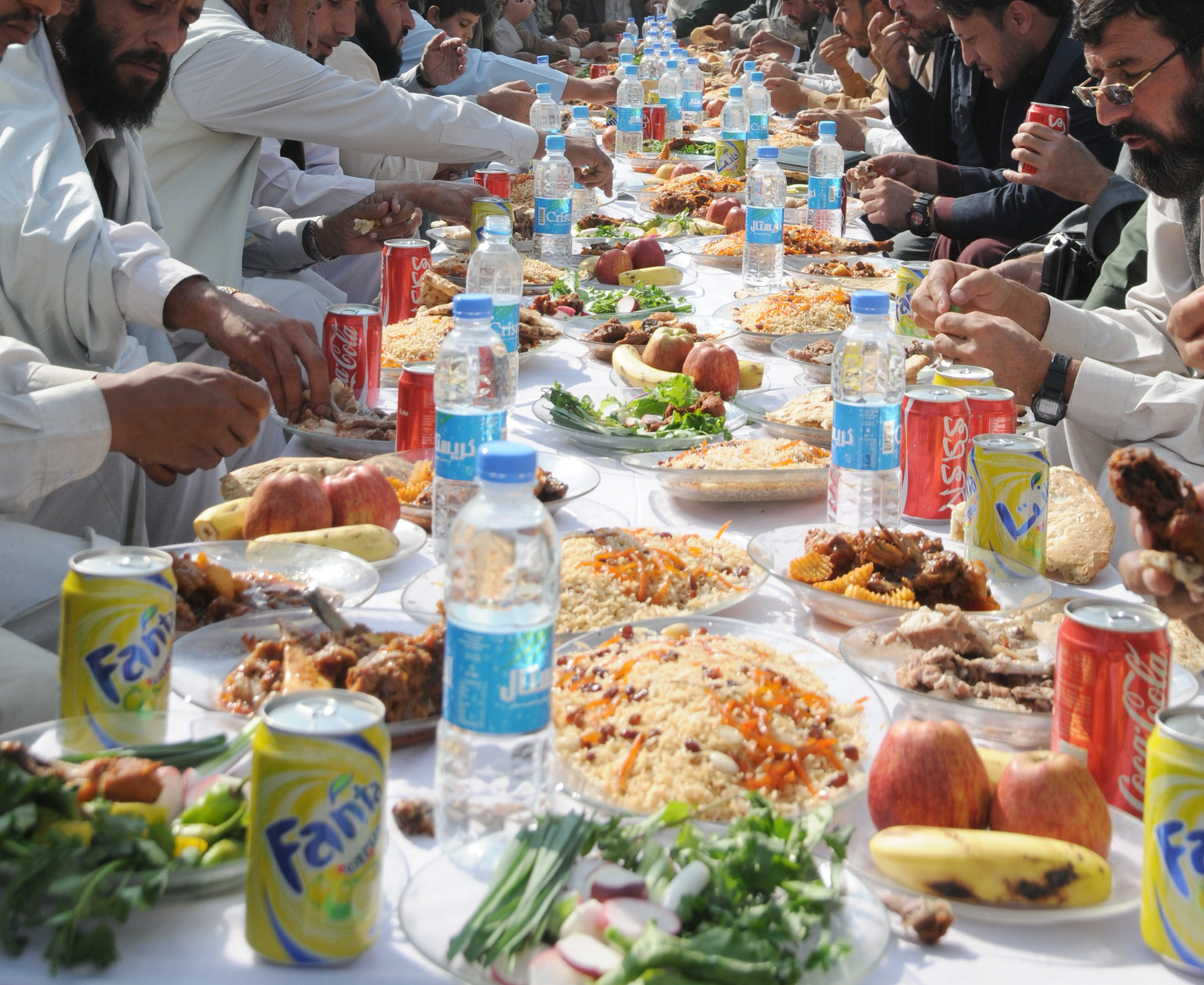
مردان افغان در حال خوردن نهار در ولایت کنر

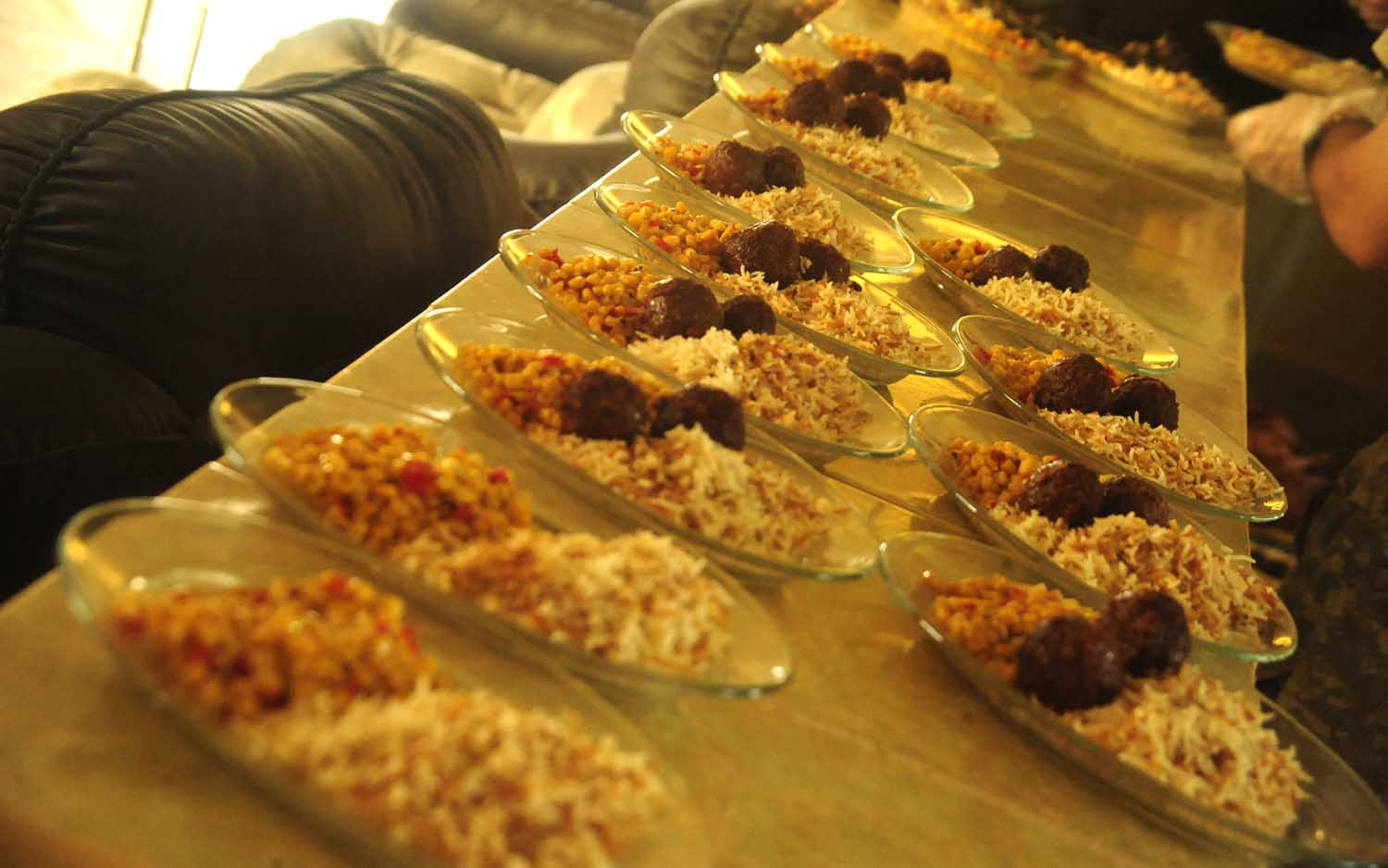
برنج همرا با کوفته (گوشت) و ذرت

### انواع پلو و چلو
- کابلی پلو: که به آن اوزبیکی پلو هم گفته می‌شود یکی از انواع پلوهای مشهور در افغانستان است و تقریباً اکثر کشورهای همسایه با نام آن آشنا هستند. از برنج باریک، گوشت گوسفند، هویج، کشمش، و خلال پسته و بادام تهیه می‌گردد.
- یخی پلو: گوشت و مواد لازم آن افزوده شده برنجی با رنگ قهوه ای می‌سازد.
- زمرد پلو: قورمه اسفناج قبل از فرایند پخت به آن مخلوط می‌شود، از این رو 'کامارو' یا زمرد به آن گویند.
- بور پلو: لاوند قبلاً به آن اضافه می‌شده برنجی با رنگ زرد می‌سازد.
- لاندی پلو: عبارت از برنج همراه با دام کامل که قبلاً نمک زده شده و در معرض آفتاب قرار گرفته می‌باشد، این غذا در میان بسیاری از مردم افغانستان سنتی است.
- بانجان رومی پلو: قورمه گوجه فرنگی (بانجان رومی) در طی فرایند پخت به آن اضافه شده برنجی با رنگ قرمز می‌سازد.
- سرکه پلو: مشابه یخی پلو، اما همراه با سرکه و سایر ادویه‌ها می‌باشد.
- شربت پلو: شوید تازه و کشمش در طی فرایند پخت به آن اضافه می‌شود.
- نارنج پلو: یک غذای شیرین و مخلوط برنج با زعفران، پوست نارنج، پسته، بادام و مرغ می‌باشد.

### قورمه
خورش‌ها معمولاً ترکیبی از گوشت، سبزیجات خشک یا تازه و حبوباتی چون نخود و لوبیا هستند و قورمه نامیده می‌شوند و معمولاً با نان یا پلو سِرو می‌شوند. در برخی از چای‌خانه‌ها، نوعی خورش گوشت بنام چاینکی متداول است که در چاینک (قوری) و بر روی زغال طبخ می‌شود. بیش از ۱۰۰ نوع قورمه وجود دارد و در زیر چند نمونه آن آورده شده‌است:
- قورمه گوشت: معمولاً اصلی‌ترین قورمه‌های سرو شده با پلو در مجالس است.
- قورمه آلوبخارا و دال نخود: مواد اصلی آن پیاز بوده، همراه با آلو ترش، عدس و هِل درست شده، گوساله یا مرغ به آن اضافه می‌شود.
- قورمه نادرو: مواد اصلی آن پایه پیاز بوده، با ماست، ریشه نیلوفر آبی، گشنیز، و جعفری درست شده، گوشت بره یا گوساله به آن اضافه می‌شود.
- قورمه لاوند: پایه پیاز، همراه با ماست، زردچوبه، و گشنیز درست شده، مرغ، بره یا گوشت گاو به آن اضافه می‌شود.
- قورمه سبزی: که از گوشت سرخ، پیاز، اسفناج و جعفری و لوبیا تهیه می‌شود و تنها در هرات استفاده می‌شود.
- خورش لَوَنگ: که در هرات متداول است و از گوشت سرخ، پیاز، سیر، قروت ساییده‌شده (کشک) و رب رومی تهیه می‌شود.
- قورمه شلغم: همراه پیاز، با شلغم و شکر بوده؛ طعم شیرین و ترش دارد. گوشت بره به آن اضافه می‌شود.

توجه داشته باشید که کرائی (غذا) افغانی نیز وجود دارد. تفاوت بین قورمه و کرائی در این است که برخلاف قورمه، کرائی در ظروف آشپزی مانند ماهیتابه تهیه می‌شود که در آن همه مواد به‌طور هم‌زمان سرخ می‌شوند و سپس آن را می‌دهند تا بخارپز شود. درحالی‌که قورمه، روغن و پیاز ابتدا کارامل می‌شوند. سپس گوجه فرنگی (بانجان رومی)، ادویه‌ها و در آخر ماده اصلی آن اضافه می‌شوند.

### کباب

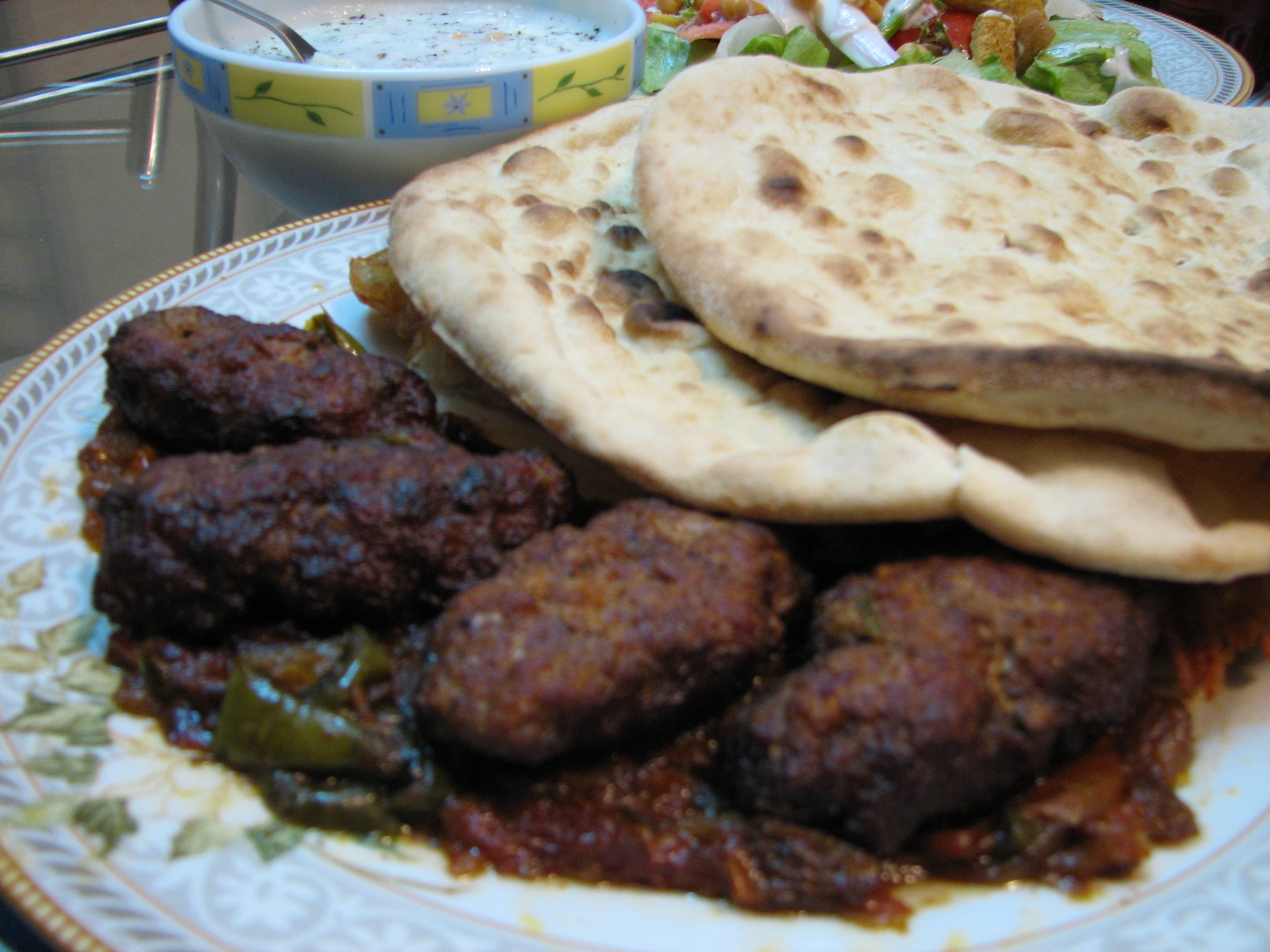
کوفته کباب با نان

یکی از معروف‌ترین خوراک‌هاست و مورد علاقهٔ مردم آسیای میانه و خاورمیانه است که در تهیه و پخت بیشتر کباب‌ها از گوشت سرخ استفاده می‌شود و همچنین در اکثر کباب‌ها از پیاز و ادویه‌جات استفاده زیادی می‌شود.
معروف‌ترین انواع کباب عبارتند از:

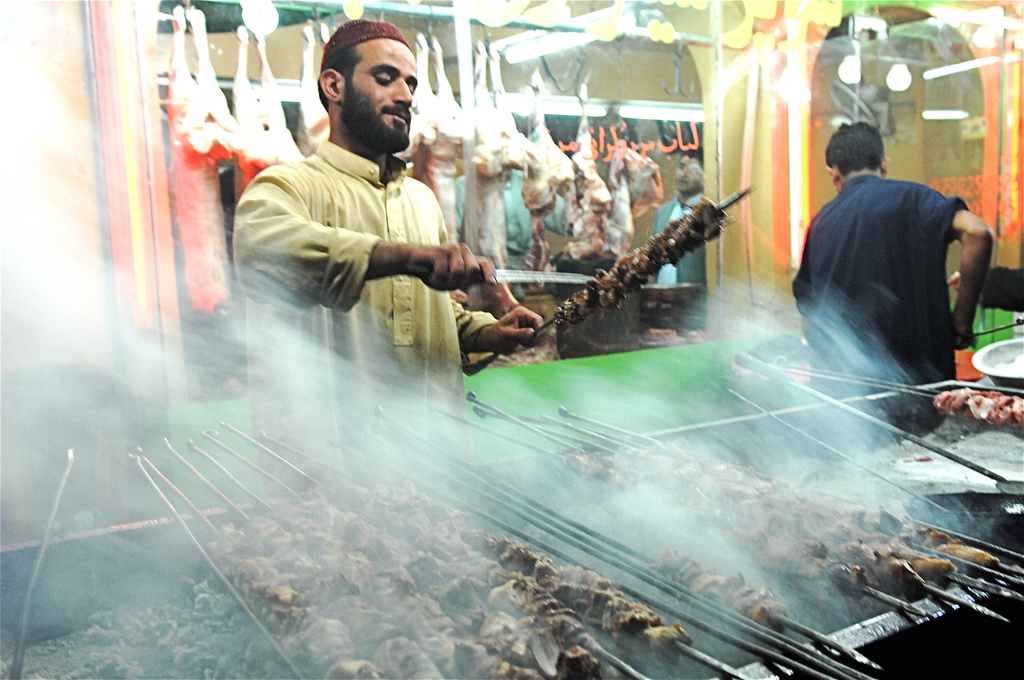
در حال آماده ساختن کباب چوپان

- سیخ‌کباب که در تهیهٔ آن کباب را به سیخ فلزی کشیده و در برابر آتش مستقیم قرار می‌دهند تا پخته شود.
- شامی‌کباب از گوشت بدون استخوان، پیاز، تخم مرغ، آرد، نمک و ادویه‌جات تهیه شده و در روغن سرخ می‌گردد.
- چَپلی‌کباب از گوشت سرخی، پیاز، دنبه، سیر، فلفل و نمک تهیه شده و در روغن سرخ می‌گردد.

### منتو غذای سفره دور همی های کابلیان

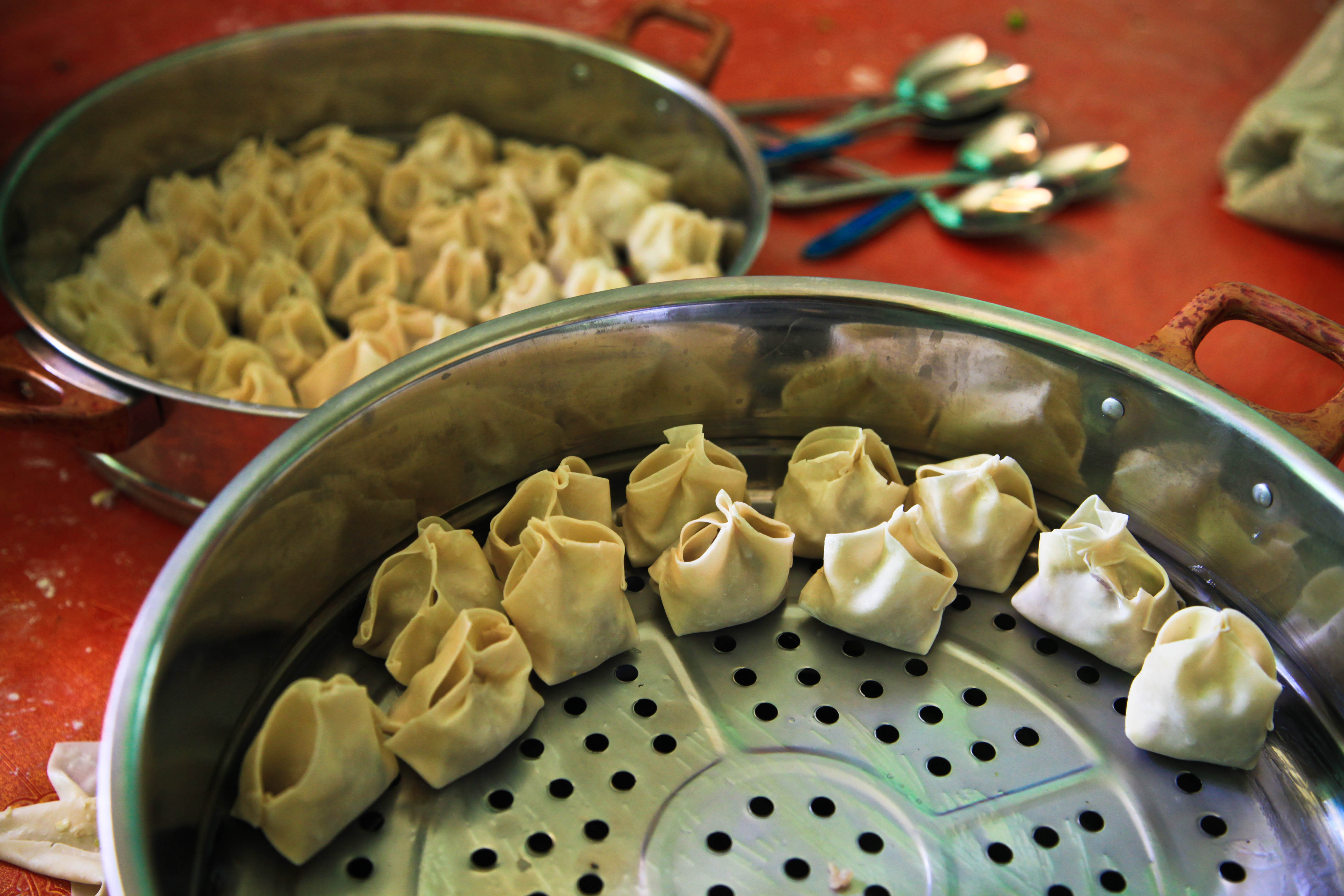
منتو در دیگ بخارپز قبل از آماده شدن

منتو از غذاهای خانواده خمیرباب است و اغلب به صورت کوفته خورده می‌شود. این غذای بومی مردم کابلیان میباشد خیلی محبوب است، اما به دلیل زمان بر بودن فرایند ایجاد خمیر پیراشکی (زواله)، به ندرت در مجالس چون مهمانی های خانوادگی ودور همی سرو می‌شوند و برای موارد خاص بیشتر در خانه درست می‌شود:
- منتو یکی از خوراکه‌های هَوَسانهٔ مردم کابل و بقیه شهرهای افغانستان است که در بخار آب پخته می‌شود.و دیگ مخصوص و چند طبقه دارد  مَنتو یکی از معروف‌ترین غذاهای مورد علاقه مردم آسیای میانه نیز می‌باشد. در تهیه و پخت آن، خمیر منتو را به شکل دایره‌های کوچک می‌بُرند و از گوشت گوسفند، چرخ کرده پیاز، سیر، گشنیز و فلفل سیاه  پُر نموده و در ظرف مخصوص می‌چینند و معمولاً با ماست سِرو می‌کنند. معمولاً روی آن سس گوجه فرنگی و سس ماست یا قروت ،ماست چکیده قرار می‌دهند. سس ماست، از مخلوط ماست سیر و نخود خرد شده ساخته می‌شود. سس قروت چیکده از پنیر بز و سیر ساخته شده می‌شود. گاهی از مخلوط قروت و ماست استفاده می‌کنند. سپس روی ظرف را نعناع خشک و گشنیز قرار می‌داده، منتو را روی آن می‌گذارند.
- آشک یکی از سه غذای دور همی کابلیان

است در کابل درمهمانی ها حتما آشک را آماده میکنند، آشَک نوعی غذا محلی است که با استفاده از خمیر گندم و گندنه (تره) تهیه می‌شود. آشک را با سس قروت، سیر و نعناع یا سس ماست روکش می‌کنند.
هر خانواده یا روستایی روش مخصوص خود را در آماده کردن منتو و آشک دارد، که مقدار مختلفی از انواع دلمه‌ها را ایجاد می‌کند. یک سبزی محلی به نام گندنه ،،تره،، روی تخته چوبی قرار داده و باچاقوی بزرگ  اندازه یک سانت ،برش داده میشود، به عنوان مواد آشک استفاده می‌شود. گندنه،،تره، را به صورت پودر پودینه که روی سوپ اضافه شده‌است، همراه با سرکه، به صورت غلیظ جوشانده و سرخ می‌کنند.

### دیگر غذاها

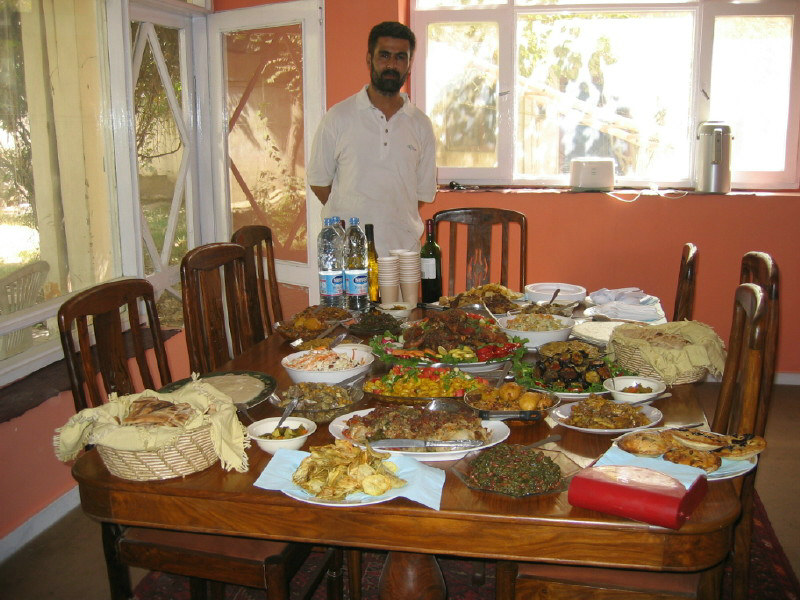
یک میز پر از غذاهای افغانستانی

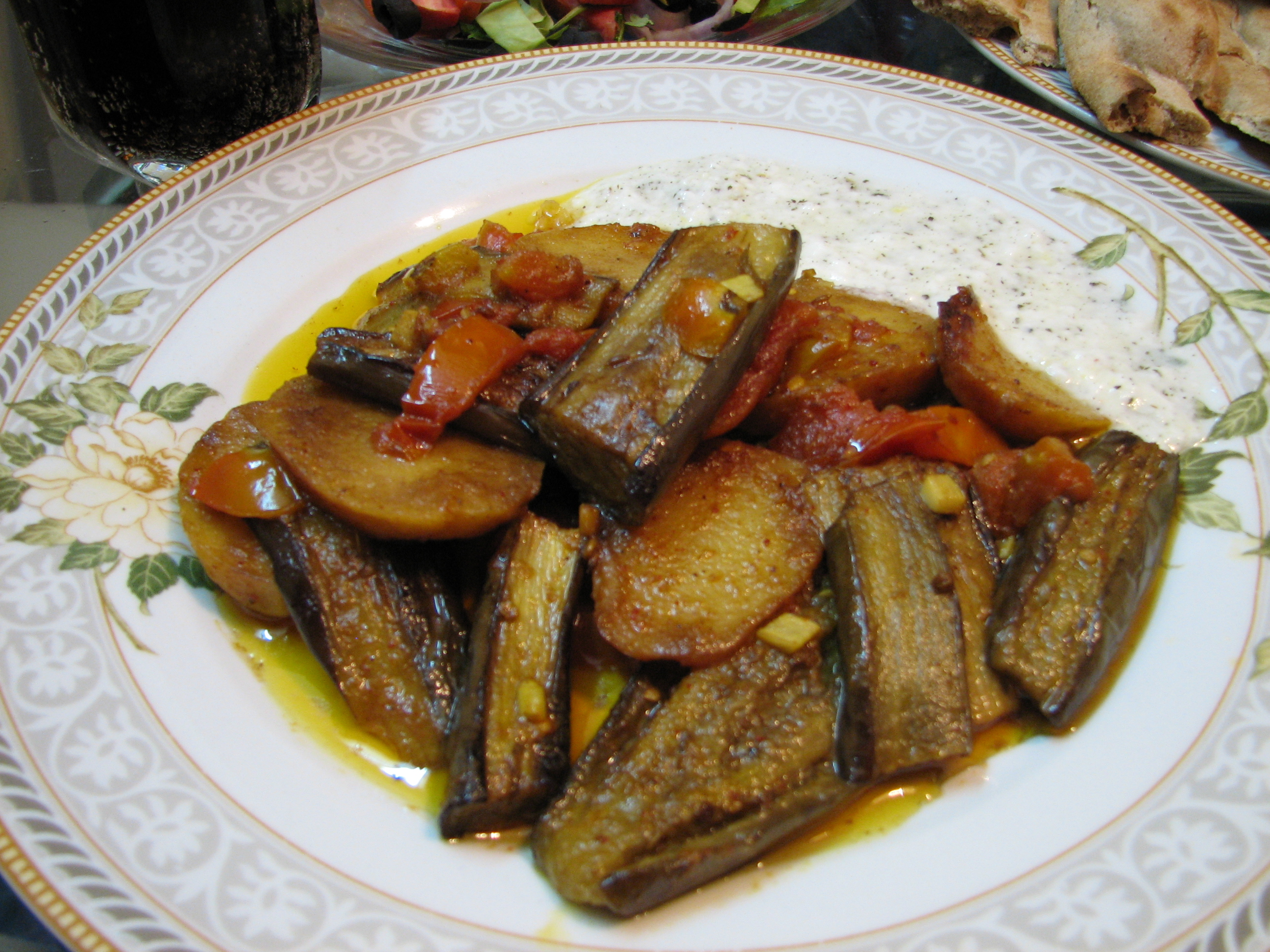
بادنجان معمولاً به عنوان غذای سبک در نهار همراه با دوغ (نوشیدنی تازه و سردی که از ماست درست می‌شود) بود.

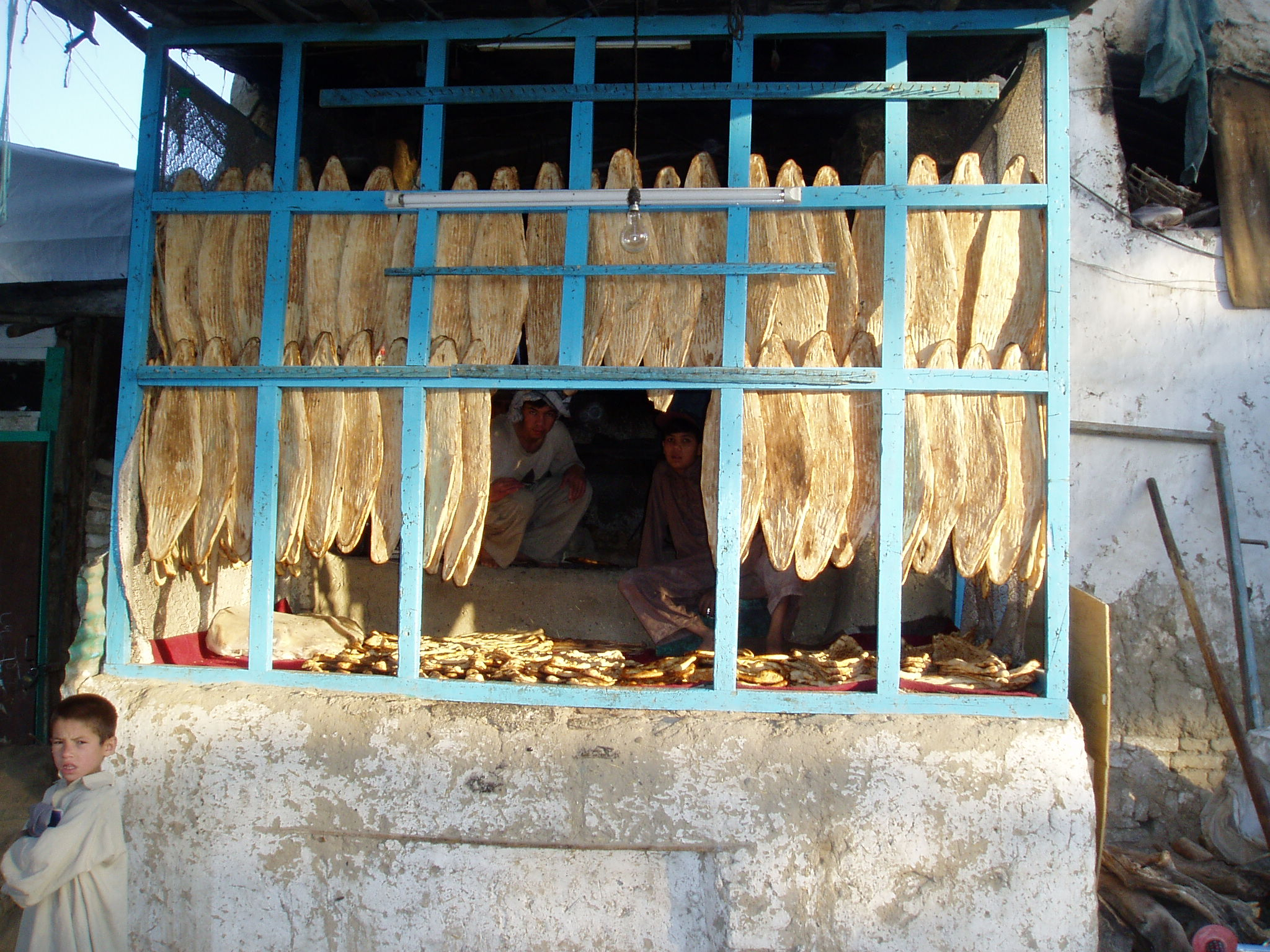
نان پَرَکی افغانستانی

کِچِری قروت: یکی از غذاهای مشهور ولایت هرات در غرب افغانستان است که اکثراً در زمستان پخته می‌شود. روز اول زمستان مردم صندلی (کُرسی) یا بخاری می‌گذارند و کچری قروت می‌پزند. در پُخت کچری قروت از برنج لک، قُروت (کشک) و کوفته استفاده می‌شود.
شولهٔ غوربندی: در ولسوالی غوربند ولایت پروان شوله‌ای پخته می‌کنند که به نام «شولهٔ غوربندی» یاد می‌شود. این شوله را از برنج، ماش و قورمهٔ لَپه‌دار و گوشت گوسفند تهیه می‌کنند.
آش: یکی از از غذاهای سنتی است که تقریباً در تمام افغانستان و ایران پخته می‌شود. آش از سبزیجات، حبوبات و رشته و کشک تشکیل شده و از سیر داغ، پیاز داغ و نعناع داغ برای تزیین آن استفاده می‌کنند.
بولانی: یکی از غذاهای مشهور افغانستانی است که خمیر گندم زغاله شده را گندنه یا کچالو (سیب زمینی) پُر نموده به شکل نیم‌دایره در تابه انداخته در روغن سرخ می‌کنند. بولانی را در تنور نیز طبخ می‌کنند که بنام بولانی تندوری یاد می‌شود.
بادنجانِ بورانی: خوراکی است از بادنجان که با چکه سِرو می‌شود.
بوسراق: ترکیبی از خمیر، روغن و شکر. این خوردنی در گذشته‌ها جای کیک و کلوچه را پر می‌کرد.
انواع تُرشی و چَتنی: از چاشنیهایی است که در تهیهٔ آن سبزیجاتی مانند فلفل سرخ، گشنیز، بادنجان رومی (گوجه فرنگی)، پیاز، یا میوه‌جات را در محلول سرکه قرار می‌دهند. از آب نارنج نیز برای طعم دادن به پلو و کباب‌ها استفاده می‌شود.
قیماق یا سرشیر: از لبنیات است که از چربی شیر تشکیل شده و هنگام میل صبحانه با شکر یا عسل یا مربا سِرو می‌شود. از قیماق در تهیهٔ یک نوع نوشیدنی لبنی بنام قیماق‌چای یا شیرچای نیز استفاده می‌شود که در تهیهٔ آن ابتدا چای سبز را جوشانده و سپس به آن قیماق، هِل و شکر اضافه می‌کنند.
دوغ: گونه‌ای نوشیدنی لبنی است که در تهیهٔ آن ابتدا ماست ترش را خوب هم می‌زنند، سپس مقداری آب، نمک، نعنا یا بادرنگ (خیار) به آن اضافه می‌کنند. دوغ معمولاً در تابستان نوشیده می‌شود.
غلور ترش
- کوفته افغانستانی
- بورانی کدو ای افغانستانی (کدو تنبل شیرین)
- سالاد افغانستانی
- همبرگر افغانستانی
- آشک (سبزیجات و پیاز - کوفته پر شده با سس‌های گوجه و ماست.
- آش (رشته‌های ساخته شده با دست)
- بیچک که با مواد مختلف، از جمله سیب زمینی و گیاه، یا گوشت] چرخ شده درست می‌شود.
- شوربا (سوپ افغانستانی شبیه بورشت)
- دلمه که از برگ انگور ساخته می‌شود.
- لاندی یا گوشت قاق
- کیچیری برنج پخته شده با ماش و پیاز
- بادنجان سیاه (پخته شده بادمجان با سیب زمینی و گوجه فرنگی
- بورانی بادنجان (تکه‌های سرخ شده بادمجان که روی آن با سس سیر خامه ترش و نعنا خشک پاشیده می‌شود
- بامیه

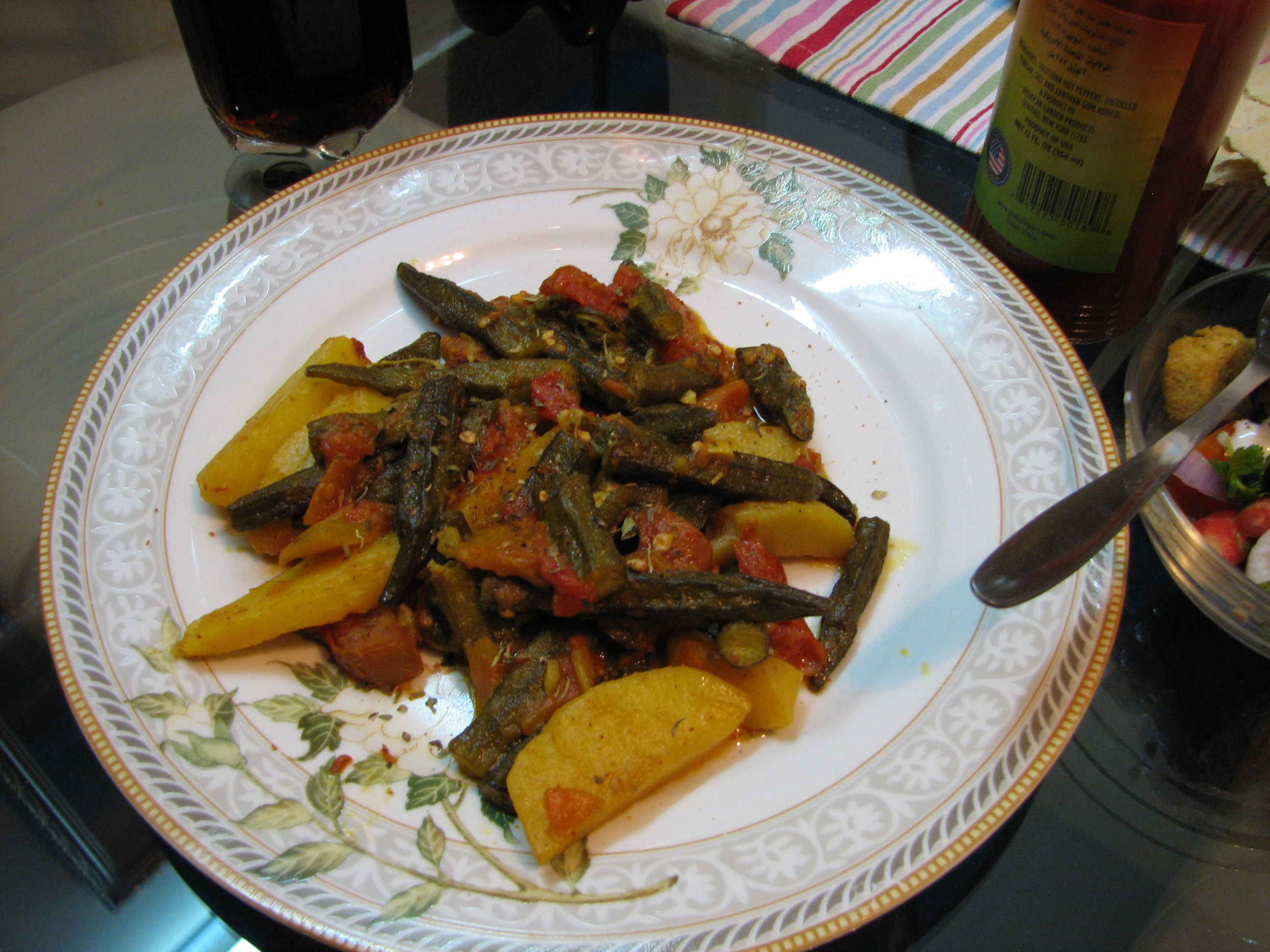
بامیه

- بولانی در جنوب افغانستان به نام «بورگیان» نیز خوانده می‌شود (تا حدودی شبیه کوسادیلا)
- حلوای سجی
- نان افغانی پخته شده در تنور
- نان تاوگی (نان تخت پخته شده روی ظرف صاف)
- آش پیازی (پر شده از پیاز)
- منتو (گوشت کوفته) که معمولاً با ماست سس سفید تهیه می‌شود.
- دم پخت (بخارپز برنج)
- سالاد بانجان (سالاد بادمجان تند)

- شور نخود (نخود با مواد مخصوص)
- ماست
- چکه (نوعی خامه ترش)

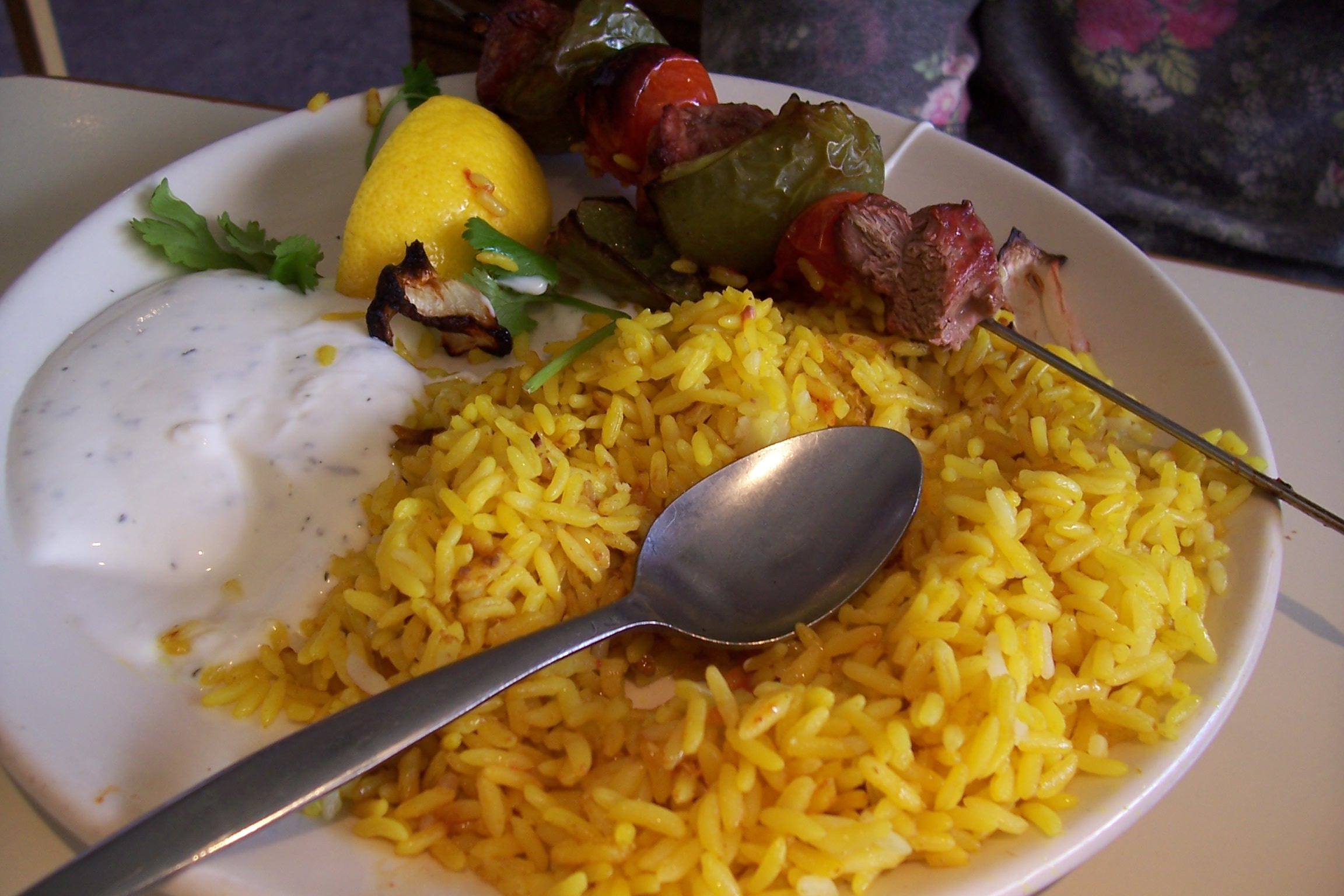
کباببره با برنج زعفران

- سلاته (ترکیب گوجه فرنگی، پیاز، سالاد و خیار)
- شیر برنج (پودینگ برنج)
- کرم رول (شیرینی)
- کیک افغانستانی (شبیه کیک پوندی، گاهی با میوه یا ژله)
- گوش فیل ساخته شده از پودر قنادی و پسته
- کباب (شبیه به سبک خاورمیانه)

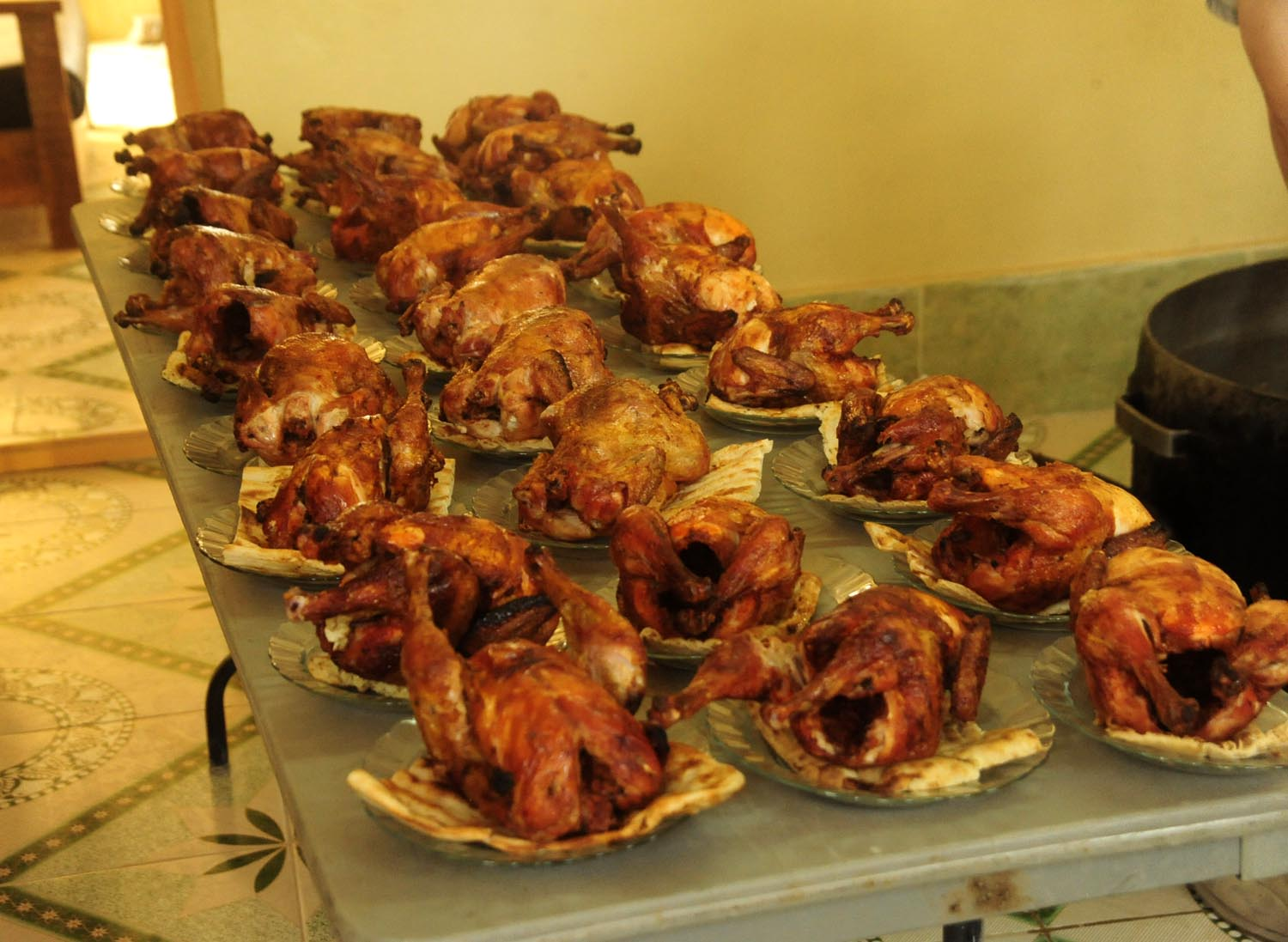
مرغ سجی

- فرنی (شیر و نشاسته ذرت کمک می‌کند تا فرنی بسیار شیرین باشد، شبیه پودینگ برنج بدون برنج)
- کلوچه، پخته شده در کوره‌های سفالی با چوب
- نرگس کباب (تخم مرغ، ماکارونی آغشته به شربت قند، دور یک تکه گوشت)
- ترشی (بادمجان و هویج با گیاهان و ادویه‌های دیگر مخلوط شدهدر سرکه)
- خجور[۴] (دونات افغانستانی)
- دلده یا اوگره (عمدتا یک غذای جنوبی، تهیه شده از گندم و انواع لوبیا)
- اوماچ (تهیه شده از آرد)
- پیاوه (سوپ ساخته شده با آرد، شبیه به آب گوشت، اما مخلوط شده با پیاز، سیب زمینی و تخم مرغ خرد شده)
- خرمای شفاف، یک دسر سنتی